# Стариков, Алексей Николаевич
Поэт Алексей Стариков настолько привлекательно изображает учебный процесс, что даже взрослый читатель готов с удовольствием бежать на уроки, «общаться» с компьютером или играть в футбол в обществе одноклассников.
У Алексея Старикова никогда не было разрыва между мальчиком Лёшей и доцентом Алексеем Николаевичем. Они работают в соавторстве…
Многие стихи Алексея Старикова изящные миниатюры, где тонкий наблюдательный художник рисует пейзаж словами, но сколько в нём красок, оттенков, деталей.
Стариков Алексей Николаевич (16 июня 1945, Аннино, Московская область — 31 мая 2014, Кривой Рог, Днепропетровская область) — советский и украинский детский поэт. Член Союза писателей Украины и СССР (1984).

## Биография
Родился 16 июня 1945 года в деревне Аннино Ленинского района Московской области (ныне район Москвы).
Вскоре после его рождения семья переехала в Казахскую ССР. В 1951 году с семьёй переехал в город Кривой Рог, где окончил школу.
В 1962 году поступил и в 1967 году окончил Криворожский горнорудный институт, электротехнический факультет. С 1963 года работал учеником токаря на заводе «Коммунист» (Кривой Рог).
С 1971 года — научный сотрудник, аспирант, ассистент, старший преподаватель Криворожского горнорудного института.
В 1975 году окончил аспирантуру и в Киевском политехническом институте защитил диссертацию на соискание учёной степени кандидата технических наук. С 1980 года — доцент.
Преподавал в школах Кривого Рога, Криворожском металлургическом факультете Национальной металлургической академии Украины, Криворожском экономическом институте.
В 1981—1988 годах возглавлял криворожское городское литературное объединение «Рудана».
С 1986 года — заведующий кафедрой вычислительной техники Института повышения квалификации.
В 1984 году принят в Союз писателей СССР и Союз писателей Украины, член Днепропетровской областной организации. В 1986 году — делегат VIII съезда писателей СССР. В 1991 году — делегат I съезда писателей Украины, в 1996 году — делегат ІІ съезда.
С января 2001 по 2004 год возглавлял Криворожское городское литературное объединение при литературно-художественном альманахе «Саксагань».
Умер 31 мая 2014 года в городе Кривой Рог, где и похоронен.

## Творческая деятельность
Поэтический талант проявился во время учёбы в институте. Литературный дебют состоялся в многотиражной газете «Горный инженер», где публиковались стихи под рубрикой «Заметки под берёзкой». В 1977 году в криворожской городской газете «Красный горняк» опубликованы стихи для детей. В 1978 году журнал «Квант» напечатал стихотворение «Необыкновенная девочка» в форме загадки о двоичной системе исчисления, которое затем было опубликовано в издании «Детская энциклопедия» в разделе «Математика».
Автор 18 книг для детей, соавтор 20 коллективных поэтических и прозаических сборников, антологий, школьных учебников и хрестоматий. Постоянный автор детских журналов «Костёр», «Искорка», «Пионер», «Мурзилка», «Колобок», «Весёлые картинки», «Кукумбер», «Миша», «Наша школа» (Россия); «Барвинок», «Пионерия», «Познайка», «Радуга» (Киев); «Саксагань» (Кривой Рог), «Сичеслав» (Днепропетровск); «Воскресенье» и «Рюкзачишка» (Минск) и других.
Участвовал во 2-м (1980) и 3-м (1981) Всесоюзных семинарах пишущих для детей и юношества молодых писателей, проведённых при журнале «Костёр» в Ленинграде.
Писал на русском и украинском языках.

### Произведения

#### Книги
- Стариков, А. Как поймать кита : стихи для дошкольного возраста. — Киев : Веселка, 1982. — 18 с.
- Стариков, А. Сколько у звезды лучей : стихи для детей. — Днепропетровск : Промінь, 1983. — 24 с.
- Стариков, А. Знаю сам : стихотворения для дошкольного возраста. — Киев : Веселка, 1985. — 18 с.
- Стариков, А. Самое главное : стихи для детей младшего школьного возраста. — Днепропетровск : Промінь, 1986. — 48 с.
- Стариков, А. Мир голубой стрекозы : стихотворения для детей младшего школьного возраста. — Днепропетровск : Промінь, 1989. — 31 с.
- Стариков, А. Сообщите по адресу : стихотворения для детей дошкольного возраста. — М. : Малыш, 1989. — 20 с.
- Стариков, А. Мальчик Ой : стихи для дошкольного возраста. — Киев : Веселка, 1990. — 10 с.
- Стариков, А. Мастер Грох : стихи для дошкольного возраста. — Киев : Веселка, 1990. — 16 с.
- Стариков, А. Пока учитель не пришёл : стихи. — Киев : Веселка, 1991. — 93 с.
- Стариков, А. Паровозик-непоседа : для чтения взрослыми детям. — Х. : Ранок, 2006. — 10 с.
- Стариков, А. Здравствуй, день! : стихотворения для детей дошкольного и младшего школьного возраста. — Днепропетровск : Днепрокнига, 2007. — 310 с.[15]
- Стариков, А. В школьном коридоре : стихотворения для детей младшего школьного возраста. — М. : Московские учебники, 2013. — 230 с.

#### Публикации
- Грузовик. Гости. Щенок. Превращение. Воспитатель. Не жалеет солнце нас. Мы так и не узнали. Разберись-ка. Ну, почему же он такой? В ночном лесу: стихи // Антологія поезії Придніпров'я :  [укр.] / Упоряд. В. Савченко ; за заг. ред. В. Коржа. — Дніпропетровськ, 1999. — С. 334—341.
- Мама й Вітчизна. На привалі. Руки робочі. Якщо бажання є. Біля моря. Розлука. Відходить літо. Невже? Хоробрий. А все-таки: вірші [пер. з рос. В. Гриценка] // Криворізька хрестоматія : уроки літератури рідного краю: навчальний посібник :  [укр.] / Упоряд. і ред. В. Гриценко. — Кривий Ріг, 1999. — С. 90—99.
- Сяєво жар-птиці : антологія літератури для дітей та юнацтва Придніпров'я (1883—2008) :  [укр.] / Авт.-упоряд. Н. Дев'ятко, Е. Заржицька. — Дніпропетровськ : Ліра, 2009. — 572 с.
- Бугайова, І. Є. Урок літературного краю. Літературні казки Криворіжжя. Олексій Стариков «Баба Яга» // Дидактичний матеріал до уроків української літератури (5 клас) з використанням художніх творів Криворіжжя : посібник для вчителів :  [укр.]. — Кривий Ріг, 2008. — С. 96—98.
- С годами чаще тянет в лес : стих // Червоний гірник : газ. — 2001. — № 158—159. — С. 20.
- Письменники Дніпропетровщини — шкільним бібліотекам : аудіокнига // Запис на обласному радіо ДОДТРК : подкаст. — Дніпропетровськ, 2012.[16]

## Награды
- Премия комсомола Кривбасса в области научно-технического творчества[3] (июнь 1979);
- Литературная премия Криворожья (2008)[3];
- Международная литературная премия «Облака» (2008)[17] — в номинации «За лучшую книгу года для детей» за книгу «Здравствуй, день!»;
- Литературная премия имени Дмитрия Кедрина в номинации «Литература для детей» (2009)[18];
- Серебряный лауреат международного конкурса национальной литературной премии «Золотое перо Руси» в номинации «Произведения для детей» (2010)[19][20];
- Золотой диплом международного конкурса национальной литературной премии «Золотое перо Руси» за произведение «Сообщите по адресу» (2012)[21];
- Золотой диплом международного конкурса национальной литературной премии «Золотое перо Руси» в номинации «Произведения для детей» (2013)[22];
- Литературная премия Национального союза писателей Украины имени Владимира Короленко (2013)[23] — за фантастическую повесть «Город роботов» в номинации «Литература для детей и юношества»;
- Лауреат международного конкурса произведений для детей «Детское время» в номинации «Поэзия» (2013)[24].